# Sinan Gümüş
Pour les articles homonymes, voir Gümüş (homonymie).
Sinan Gümüş, né le 15 janvier 1994 à Pfullendorf en Allemagne, est un footballeur germano-turc qui évolue au poste d'ailier droit dans le club d'Eyüpspor.

## Biographie

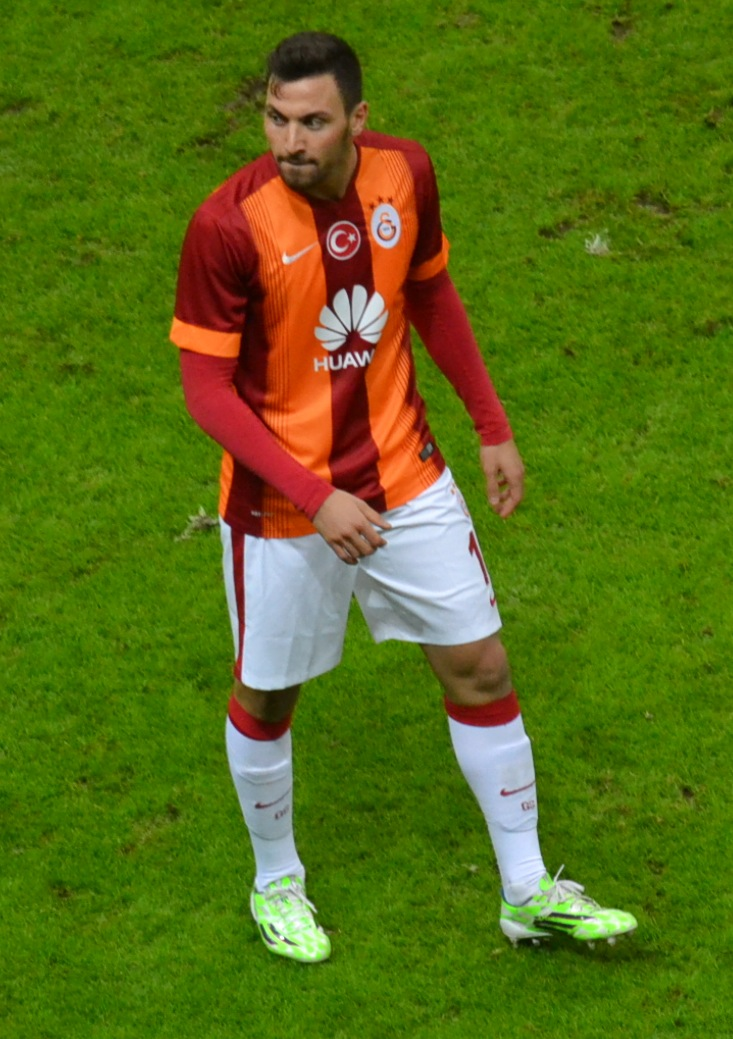
Sinan Gümüş en 2015, avec le maillot de Galatasaray.

Il commence sa carrière professionnelle avec la réserve du VfB Stuttgart,,. 
En 2014, il est transféré au club turc de Galatasaray. Il est sous contrat avec ce club jusqu’en juin 2019. Lors du mercato d'été 2015, il est dans le viseur de l'AS Monaco.
En fin de contrat avec Galatasaray, Gümüş rejoint gratuitement le Genoa CFC en juin 2019. Il ne joue que trois matchs avant à la trêve hivernale et est de fait logiquement prêté à l'Antalyaspor pour retrouver du temps de jeu.
Il signe en août 2020 un contrat de 3 ans avec Fenerbahçe.

## Palmarès
- Champion de Turquie en 2015,2018 et 2019 avec Galatasaray
- Vainqueur de la Coupe de Turquie en 2015,2016 et 2019 avec Galatasaray